# میشائل شیفنر
میشائل شیفنر (انگلیسی: Michael Schiffner؛ زادهٔ ۱۳ ژوئیهٔ ۱۹۴۹) دوچرخه‌سوار اهل آلمان است.